# Sellapan Ramanathan
Sellapan Ramanathan (tiếng Tamil: செல்லப்பன் ராமநாதன்; sinh 3 tháng 7 năm 1924-22 tháng 8 năm 2016), thường được gọi là S. R. Nathan, là tổng thống thứ sáu của Singapore từ năm 1999 đến năm 2011, đã được bầu trong cuộc bầu cử không tranh cử vào năm 1999 và 2005. Năm 2009, ông đã vượt qua Benjamin Sheares để trở thành tổng thống phục vụ lâu nhất của Singapore.
Ngày 22 tháng 8 năm 2016, ông qua đời một cách yên bình tại Bệnh viện Quốc gia Singapore.